# Illa Gavina
L'illa Gavina (o na Gavina) és un illot del litoral mallorquí, situat a uns 30 metres davant de la punta de la Barraca de la Cendra, sortint de la costa que tanca pel sud-est la platja del Trenc. Pertany al terme municipal de Campos. Les seves dimensions, unes 0.3 ha (uns 120 metres de llarg per 25 d'ample) el fan en l'illot més gran de tot el terme.
Com a moltes altres illes i illots del litoral mallorquí, hi ha restes prehistòriques. En aquest cas es tracta d'una cova artificial del període naviforme usada com a sepulcre. Durant temps més recents, aquesta cavitat ha sigut utilitzada com a amagatall per a contrabandistes. Degut a la seva naturalesa geològica, l'illot ha sigut objecte d'explotació per a la extracció de roca marès per a la construcció. Actualment l'illot i les aigües circumdants forma part del Parc Natural Maritimoterrestre des Trenc - Salobrar de Campos així com amb altres illots del litoral campaner i saliner (Na Llarga, illot gros i l'illot de sa Llova)